# Sumberrahayu
Sumberrahayu is een bestuurslaag in het regentschap Sleman van de provincie Jogjakarta, Indonesië. Sumberrahayu telt 6040 inwoners (volkstelling 2010).